# Heinävedenselkä
Heinävedenselkä är en del av en sjö i Finland.   Den ligger i landskapet Norra Savolax, i den sydöstra delen av landet, 300 km nordost om huvudstaden Helsingfors. Heinävedenselkä ligger 97 meter över havet.